# Coccophagus brunneus
Coccophagus brunneus är en stekelart som beskrevs av Léon Abel Provancher 1887. Coccophagus brunneus ingår i släktet Coccophagus och familjen växtlussteklar. Inga underarter finns listade i Catalogue of Life.